# Zona desmilitarizada de Vietnam

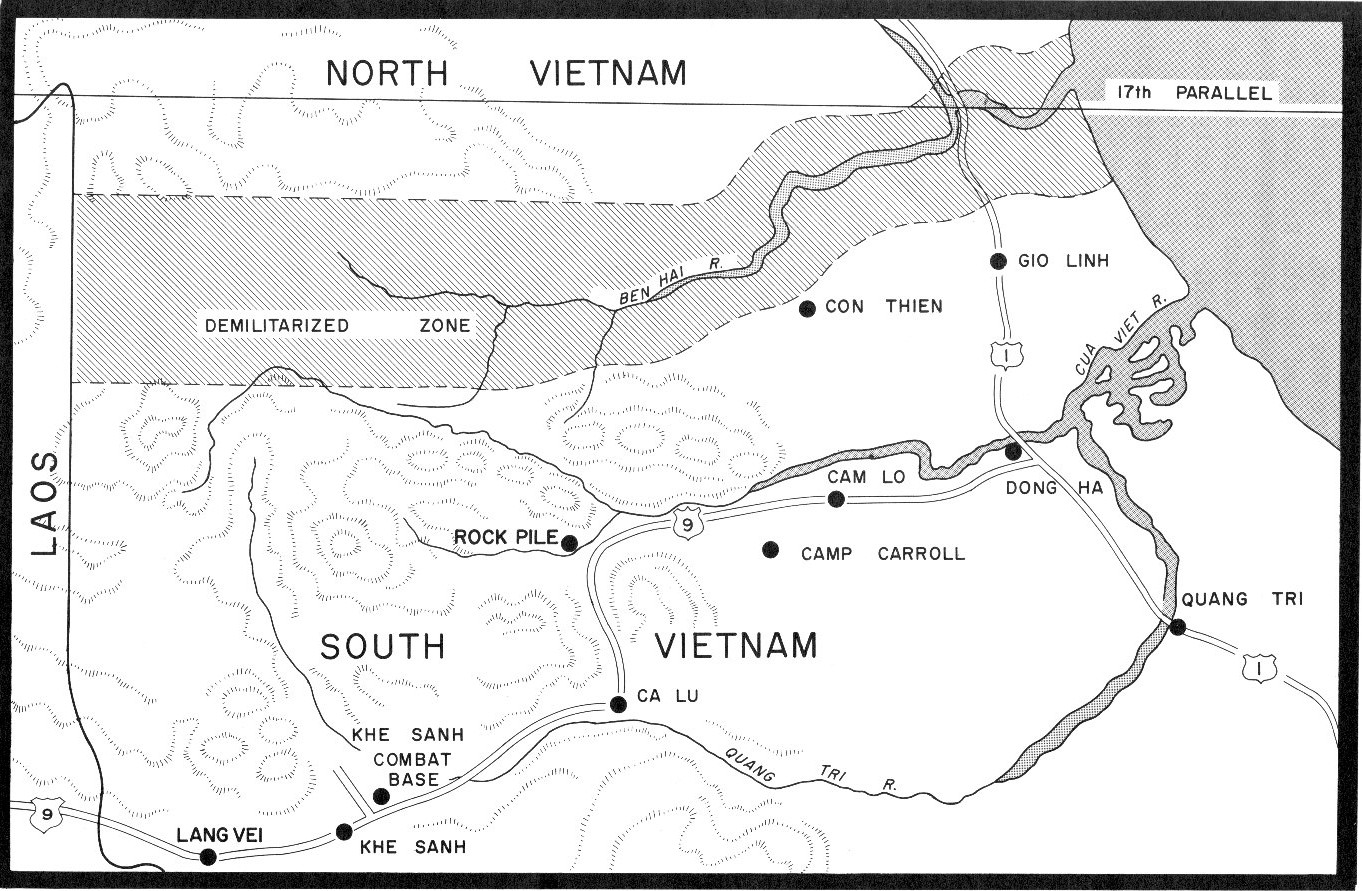
Mapa de la Zona Desmilitarizada

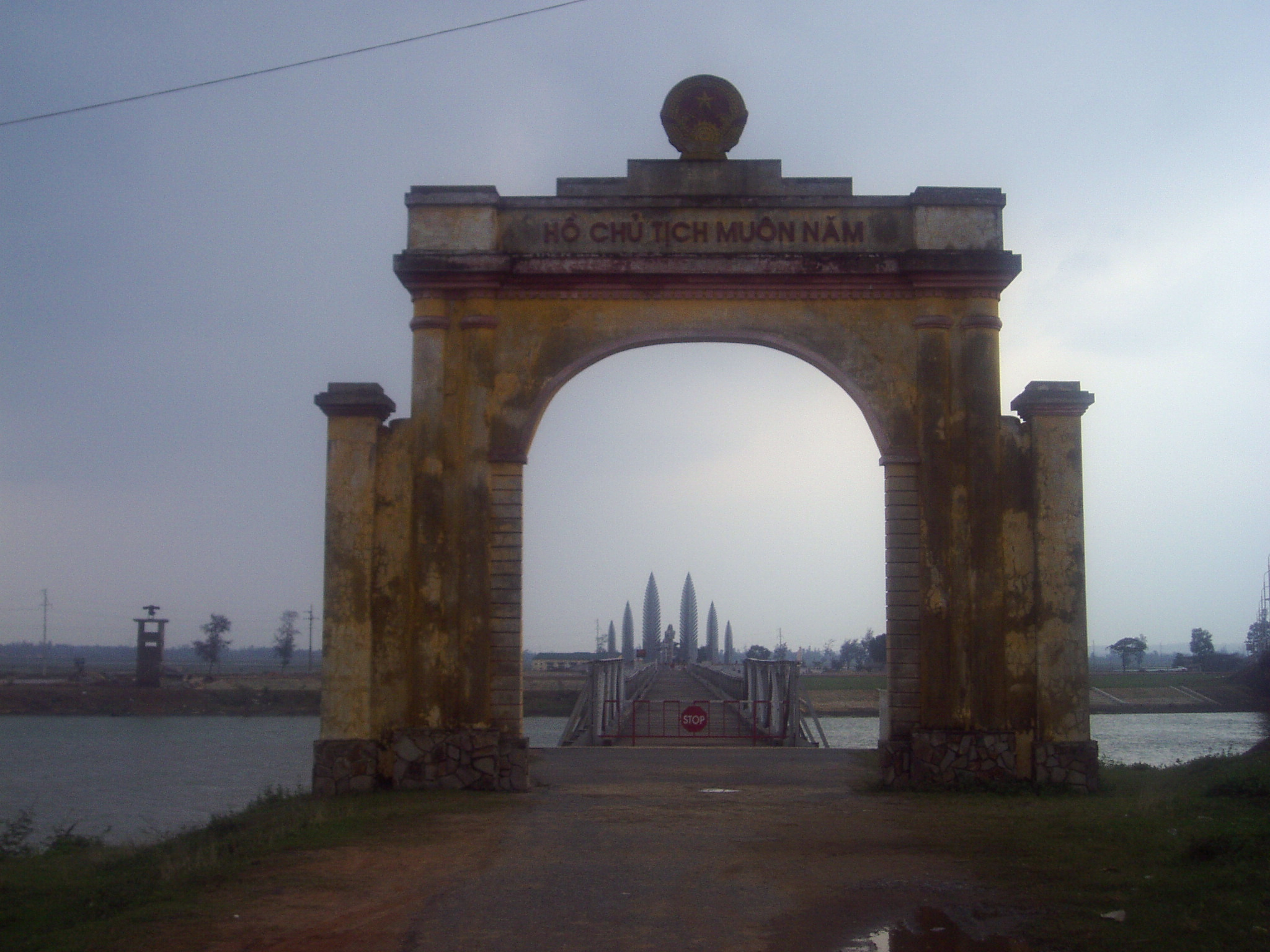
Foto tomada desde el lado norte de la zona desmilitarizada en el cruce de la Ruta 1.La torre de guardia de la izquierda es una recreación.

La Zona Desmilitarizada de Vietnam fue una zona desmilitarizada establecida como una línea divisoria entre el Vietnam del Norte y  Vietnam del Sur, como resultado de la primera guerra de Indochina.
Durante la guerra de Vietnam, se convirtió en un importante campo de batalla de demarcación que separaba los territorios de Vietnam del Norte y del Sur.

## Geografía
La Zona Desmilitarizada de Vietnam transcurre de este a oeste, cerca del centro de la actual Vietnam (que abarca más de un centenar de kilómetros) y ocupa un par de kilómetros de ancho, alrededor de un centenar de kilómetros al norte de la ciudad de Huế. Corrió a lo largo del Río Bến Hải durante gran parte de su recorrido. Aunque era descrita como "Paralelo 17 norte," casi todas las zonas se encuentran al sur del paralelo, con sólo una pequeña porción de la zona, cerca del extremo oriental incluida en el paralelo.

## La primera guerra de Indochina
La primera guerra de Indochina (también llamada Guerra de la Indochina francesa) se luchó en la Indochina francesa entre 1946 a 1954 entre Francia y el Estado de Vietnam, por un lado, y el movimiento de independencia comunista, el Viet Minh, en el otro. El Viet Minh ganó la guerra, ganando el control efectivo de todo el norte de Vietnam, excepto un enclave alrededor de Hanói.
En 1954, Francia cedió su control de Vietnam, y el Viet Minh fue reconocido como el gobierno de Vietnam del Norte.

## Establecimiento de la zona desmilitarizada
Las condiciones postcoloniales de Vietnam se establecieron en la Conferencia de Ginebra de 1954; el acuerdo se finalizó el 21 de julio de 1954.

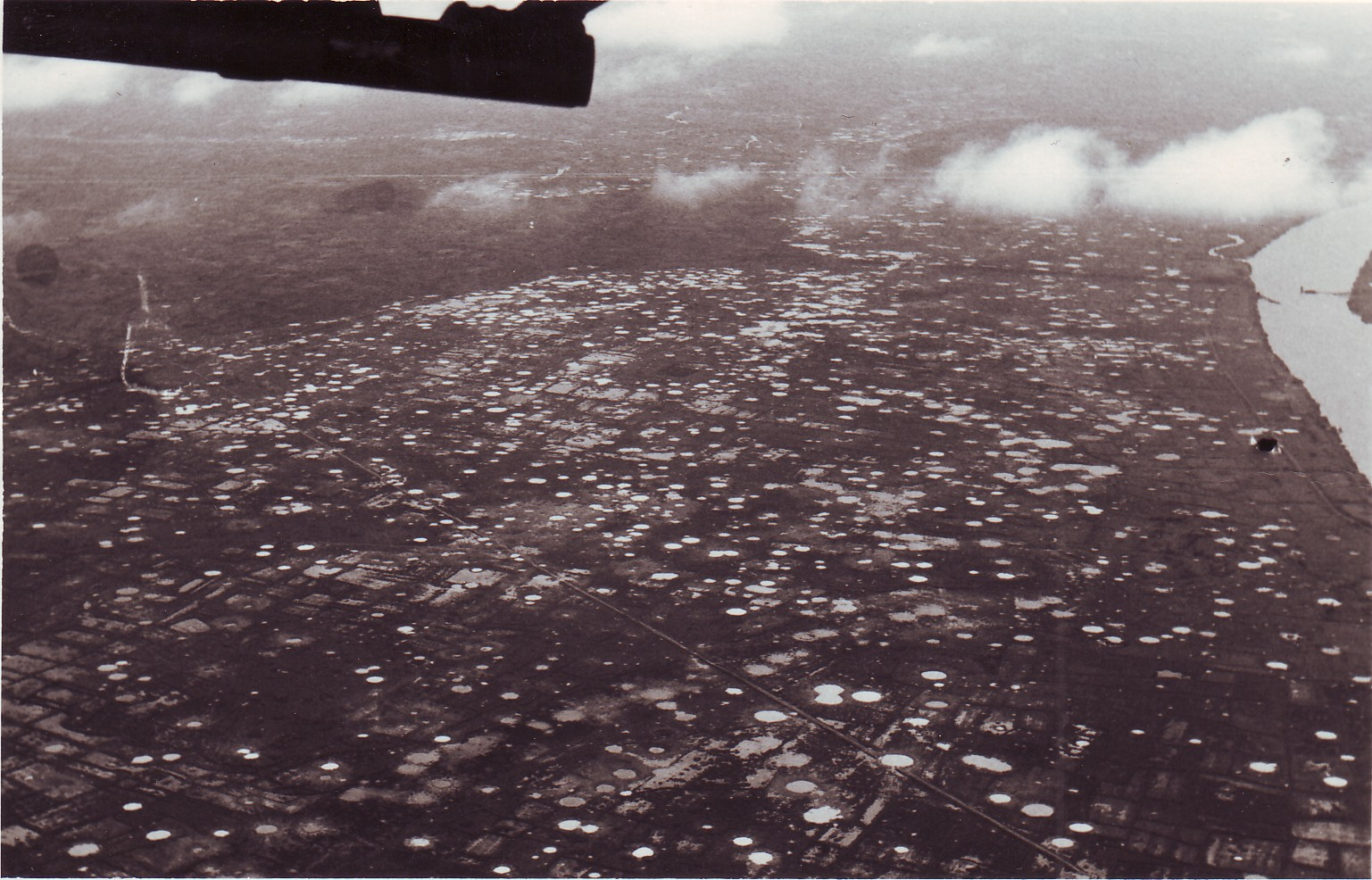
La Zona Desmilitarizada entre el Norte y el Sur de Vietnam, de marzo de 1968, mirando hacia el oeste hacia Laos.

El acuerdo de Ginebra refleja los resultados militares en ese momento. La parte norte de Vietnam, que fue casi totalmente controlada por el Viet Minh se convirtió en la República Democrática de Vietnam, bajo el líder comunista Ho Chi Minh. La parte sur de Vietnam, donde el Viet Minh controlado zonas relativamente pequeñas y remotas, se convirtió en un Estado independiente de Vietnam bajo Bảo Đại, el último vástago de la antigua casa imperial vietnamita. El Estado de Vietnam más tarde se convirtió en la República de Vietnam (Vietnam del Sur).
El límite entre estas las dos zonas se estableció en el Río Bến Hải. hasta la frontera con Laos y el Mar de China Meridional.
El área comprendida a 5 km a cada lado de la frontera fue declarada zona desmilitarizada. Las tropas de ambos gobiernos fueron excluidas de esta área.

## Turismo
La exploración de la Zona Desmilitarizada pueden ser fácilmente realiza uniéndose a uno de los varios viajes organizados a partir de Hué. 
Aunque la guerra de Vietnam terminó hace décadas, caminar fuera de los senderos marcados puede ser peligroso debido a la gran cantidad de dispositivos sin estallar.